# Каплиця на честь перемоги під Хотином (Новий Милятин)
Каплиця на честь перемоги під Хотином — монумент в селі Новий Милятин Золочівського району Львівської області.
Розташовується при в'їзді в село на узбіччі траси E40.
Внесений до реєстру пам'яток архітектури національного значення під охоронним № 1344.

## Історія
Каплицю встановлено у XVII столітті за наказом короля Речі Посполитої Яна III Собєського на честь перемоги об'єднаних сил українського козацтва на чолі з гетьманом Петром Сагайдачним та війська Речі Посполитої над армією Османської імперії в битві під Хотином у 1621 році.
Споруду внесено до реєстру пам'яток архітектури національного значення постановою Ради міністрів УРСР від 6 вересня 1979 року № 442 «Про доповнення списку пам’яток містобудування і архітектури УРСР, що перебувають під охороною держави».

## Опис
Монумент зведено з цегли у вигляді триярусної вежі-стовпа. Споруда квадратна в плані. Усі яруси прикрашено арковими нішами з кожного боку. Ніші нижнього і середнього ярусу оформлені бровками.

## Галерея

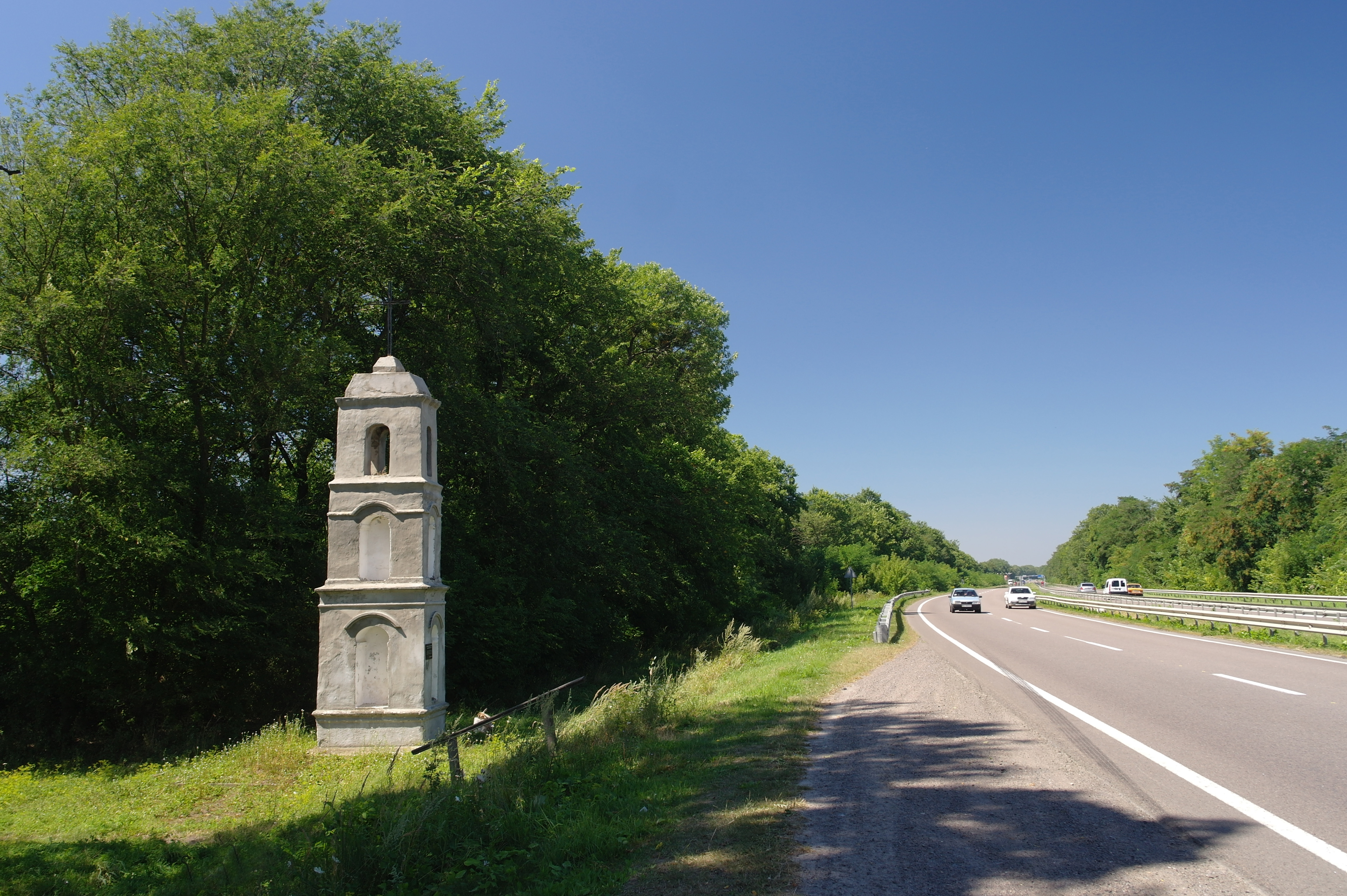
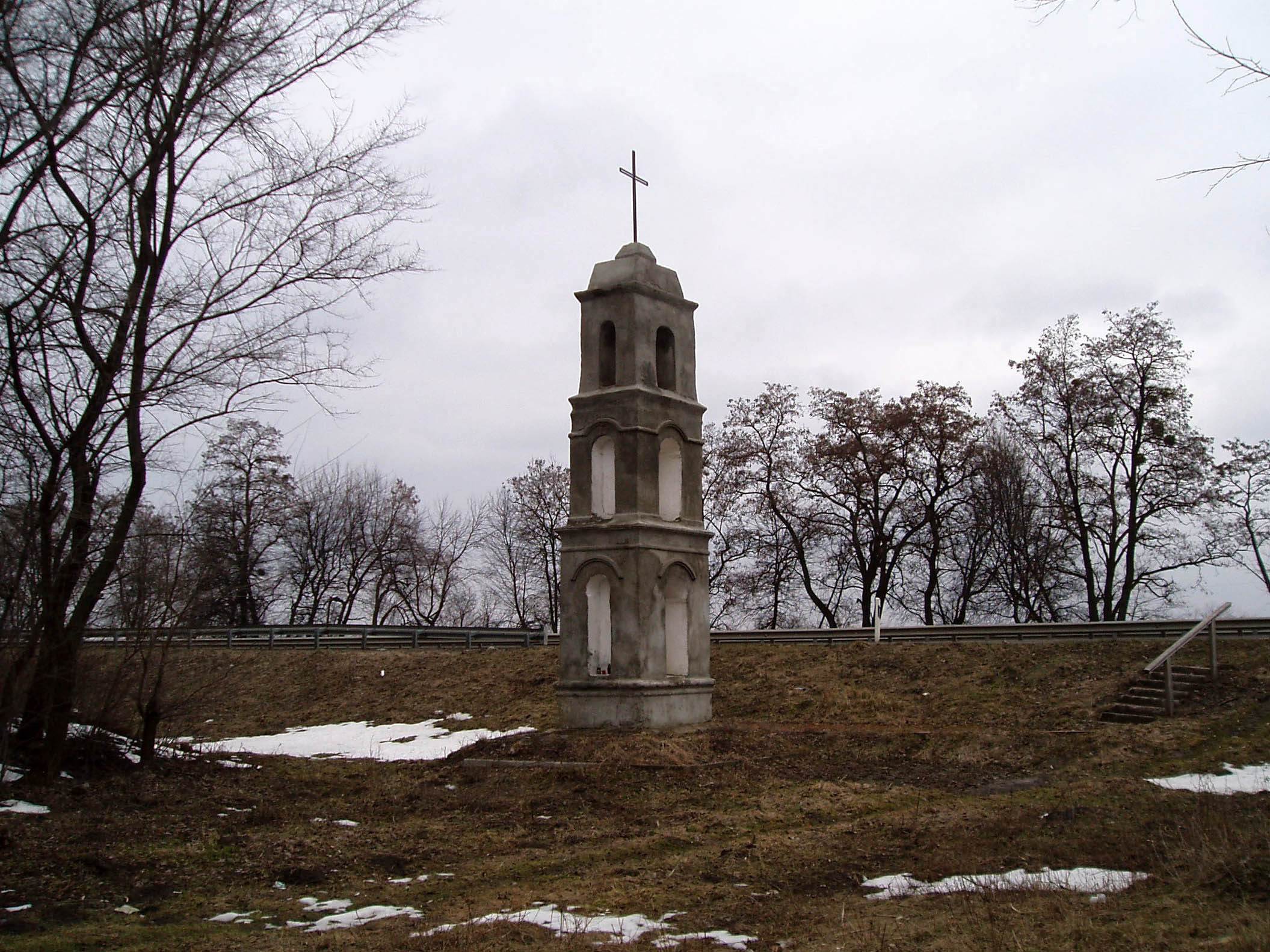
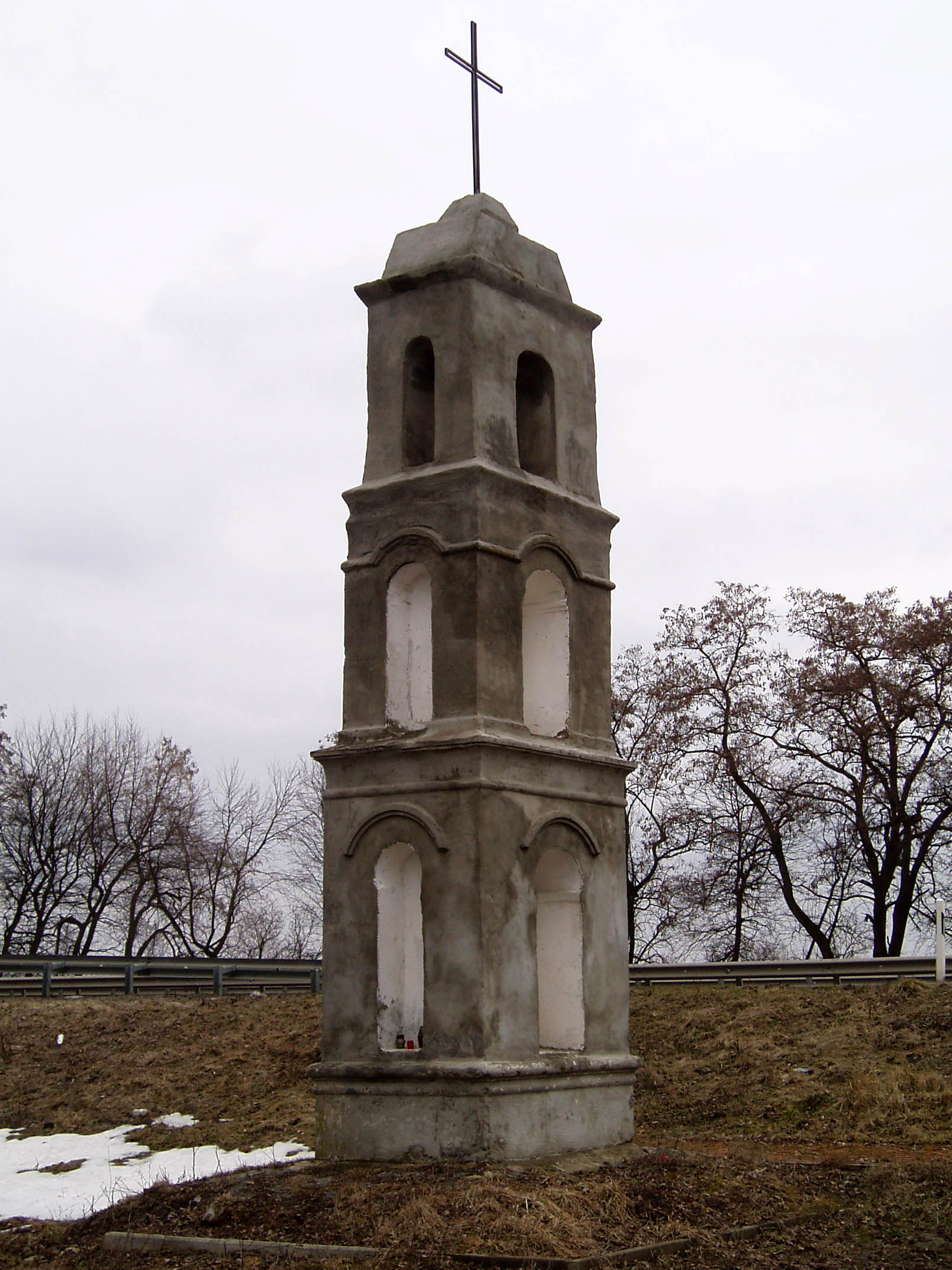
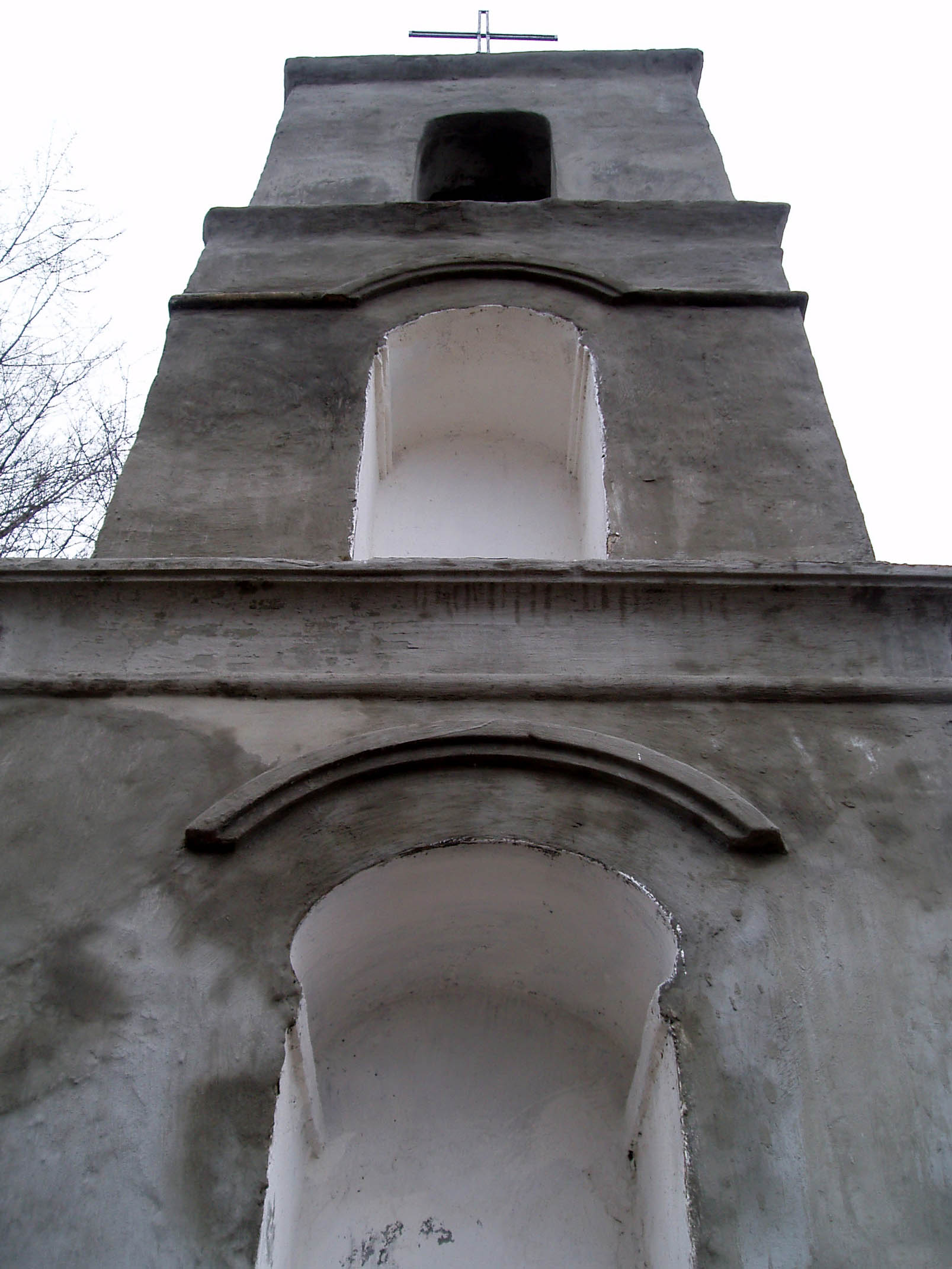